# 금곡초등학교 (충남)
금곡초등학교는 대한민국 충청남도 아산시에 있는 공립 초등학교이다.

## 학교 연혁
- 1945년 11월 22일: 배방초등학교 금곡분교장
- 1949년 9월 30일: 승격 개교

## 참고 자료
- 금곡초등학교 - 한국교육학술정보원 학교알리미